# レウケー
レウケー（Leuke, 古希: Λεύκη, Leukē）は、ギリシア神話に登場するニュンペー。オーケアニデスの一人。長母音を省略してレウケとも表記される。
レウケーは冥界の王ハーデースに見初められて冥界に連れて行かれたが、彼女は完全な不死の神ではなかった為に死んでしまった。これを悲しんだハーデースは、レウケーを白ポプラ（ギンドロの意味）に変えたという（なお、レウケーとは『白い』という意味）。それ以来、エーリュシオンには白ポプラが繁っているという。
後にヘーラクレースは12功業の一つとして冥界を訪れた時、エーリュシオンのレウケーの木から冠を作ったという。